# Neugebauer Tibor
Neugebauer Tibor (Budapest, 1904. május 30. – Budapest, 1977. január 8.) magyar Kossuth-díjas elméleti fizikus, matematika–fizika szakos tanár, a fizikai tudományok doktora (1952), az Eötvös Loránd Tudományegyetem egyetemi tanára. A fő kutatási területe a kvantummechanika atomfizikai, molekulafizikai és szilárdtestfizikai problémákra történő alkalmazása.

## Életút
Egyetemi tanulmányait a Magyar Királyi Pázmány Péter Tudományegyetemen végezte. Itt szerzett diplomát, mint matematika-fizika szakos tanár, 1928-ban.
1930-ban az egyetem Elméleti Fizikai Intézetének egyetemi tanársegédje lett, amely állásában 1940-ig maradt. 1931-ben megvédte bölcsészdoktori értekezését, témavezetője Ortvay Rudolf volt, értekezésének címe: „A Kerr effektus elmélete a hullámmechanika alapján”. 1935-ben habilitált, és a budapesti egyetemen magántanári címet szerzett a kvantummechanika tárgyból.
Tudományos kutatásainak témája ekkor a nemrég kialakult kvantummechanika atomfizikai alkalmazásaival volt kapcsolatos. 1936-ig 16 önálló dolgozata jelent meg, ennek nagy része a Zeitschrift für Physik neves német tudományos lap oldalain. A publikációk témái: a NO molekula-spektroszkópiája, a Kerr-effektus, a kettőstörés kvantummechanikája, a KCl rácsállandója, a HCl-molekula tulajdonságainak kvantummechanikai magyarázata, a polarizációs energia számítása kristályokban.
Különc, nehéz természetű emberként rossz volt a kapcsolata Ortvayval, ezért nem maradhatott az intézetben. 1940-ben a József Nádor Műszaki Egyetem könyvtárában kapott állást. Itt további dolgozatai születtek a kvantummechanika gyakorlati alkalmazásairól. Ekkor kezdett el két olyan témakörrel is foglalkozni, amely a fővonalas fizikától távol esett: egyrészt érdeklődött a gömbvillám problémaköre iránt, másrészt bizonyos biológiai kérdések fizikai értelmezése iránt. A gömbvillám szerkezetében is lényeges szerepet tulajdonított a kvantummechanikai effektusoknak. Elképzelése szerint ezek csökkentik le a teljesen ionizált plazmagömbben a rekombinációt és teszik lehetővé a plazmagömb pár másodperces fennmaradását. A biológiában a vírusok szaporodására próbálta a kvantummechanika eredményeit alkalmazni.
A második világháborút követően 1950-ben, Novobátzky Károly meghívására, az ELTE Elméleti Fizikai Tanszékére került, mint egyetemi docens. Tudományos munkája ugyanebben az évben megkapta a Kossuth-díjat. 1952-ben addigi tudományos munkája alapján, egyszerűsített eljárásban megszerezte a fizikai tudományok doktora fokozatot. 1953-ban egyetemi tanár lett. Ebben a minőségben dolgozott élete végéig. Életében kétszer jelölték akadémikusnak, de a címet nem sikerült megszereznie.
Az egyetemen az elektrodinamika és az optika azon fejezeteinek tanításáért lett felelős, amelyek közvetlenül kapcsolódtak közel két évtizeden át folytatott kutatásaihoz. Ennek a tanári munkának lett az eredménye az új elektrodinamika tankönyv, melyben Novobátzky írta az általános Maxwell-elméletek részt, Neugebauer pedig az anyagszerkezeti és optikai fejezeteket. Ez a mű több kiadást is megért, 1957-ben megjelent német nyelven is, a Deutscher Verlag der Wissenschaften kiadásában. Legfontosabb eredményét, a kétszeres frekvenciájú fényszórást, ami a nemlineáris optika egyik alapvető jelensége, 1959-ben publikálta.